# Tajda (opera)
Tajda (tudi Komposteljski romarji) je opera v treh dejanjih Hugolina Sattnerja. Libreto je spisal pisatelj Ivan Pregelj. Opera velja za skladateljev prvenec; komponiranja se je lotil na pobudo Franca Kimovca. Glasbo za opero je pisal med letoma 1922 in 1925. Krstna predstava je bila v ljubljanski Operi 13. marca 1927. Pred prvo uprizoritvijo je delo predelal in skrajšal dirigent predstave Mirko Polič. Režiser je bil Osip Šest.
Opera je bila pri publiki dokaj ugodno sprejeta, kritika pa je predvsem opozarjala na šibke plati besedila.  

## Osebe
- Urh, grof Visoški, slepec – bas
- Tajda, njegova hči – sopran
- Marjetica, njena družica – sopran
- Erazem Osojski – tenor
- Jurij, njegov spremljevalec – bas
- Severus, magister – tenor
- Germana, bogata meščanka – sopran
- Katra, kmetica – mezzosopran
- Poveljnik ladje Santa Fé – bariton
- Pero, krmar – bariton
- Mornarji, romarji.

## Vsebina

### Prvo dejanje
Pristanišče.
Mornarji se vkrcavajo na ladjo Santa Fé in se poslavljajo od svojcev. Poveljnik ladje jih zaloti pri pitju in petju. Na isto ladjo se nameravajo vkrcati tudi romarji, da bi odpotovali v Komposteljo v Španiji. Med njimi je tudi stari, slepi visoški graščak Urh, ki so mu pred časom ubili sina. Za umor krivi graščaka Osojskega, zaradi česar se prijateljstvo sprevrže v goreče sovraštvo. Očeta Urha pa spremljata hči Tajda in Erazem, mladi Osojčan, ki pa ga slepec ne prepozna. Med romarji sta še Marjetica in Jurij. Med obema mladima paroma se vname ljubezen. Ko se ladja že odmika od obale, v zadnjem hipu nanjo skoči še nemi romar.

### Drugo dejanje
Noč. Na krovu ladje Santa Fé.
Na palubo ladje Santa Fé se prikrade nemi romar. Posadka že spi. Vtem morski roparji, Turki, napadejo ladjo. Nemi romar zato plane k zvoncu in zbudi mornarje. Roparji ugrabljajo in odnašajo ženske, vendar se Juriju posreči rešiti Marjetico, Tajdo pa reši nemi neznanec. Mornarjem med bojem uspe zažgati turško ladjo. Nemi romar je v boju smrtno ranjen. Umirajočemu se stari Urh zahvali za hčerino rešitev, tujec pa zahvale ne želi sprejeti in z znamenji razodene, da ni nem, ampak da dela pokoro za umor. Izroči mu pismo in zatem umre.
Na morju se razbesni vihar. Urh tedaj Erazmu pove, če želi Tajdine roke, mora Osojskemu ubiti sina. Mornarji, ki so priče sporu, se želijo znebiti Urha, a ga Erazem in Jurij zaščitita. Začne se daniti, ko potniki že ugledajo kopno.

### Tretje dejanje
Sveti Jakob v Kompostelji.
Proti romarski cerkvi Sv. Jakoba v Kompostelji se vije truma pojočih romarjev, ki upajo v svetnikovo pomoč. Za menihi stopa tudi Urh, ki se odpove svoji jezi ter prosi le božjega usmiljenja in odpuščanja. S preteklostjo je opravil ter prosi, da bi mu Bog ponovno povrnil vid. Tedaj se zgodi nepričakovani čudež, ki se mu je v svoji pokori Urh že odrekel: spregleda in blagoslovi Tajdo in Erazma ter Jurija in Marjetico, ki klečijo pred njim.